# 湿婆头

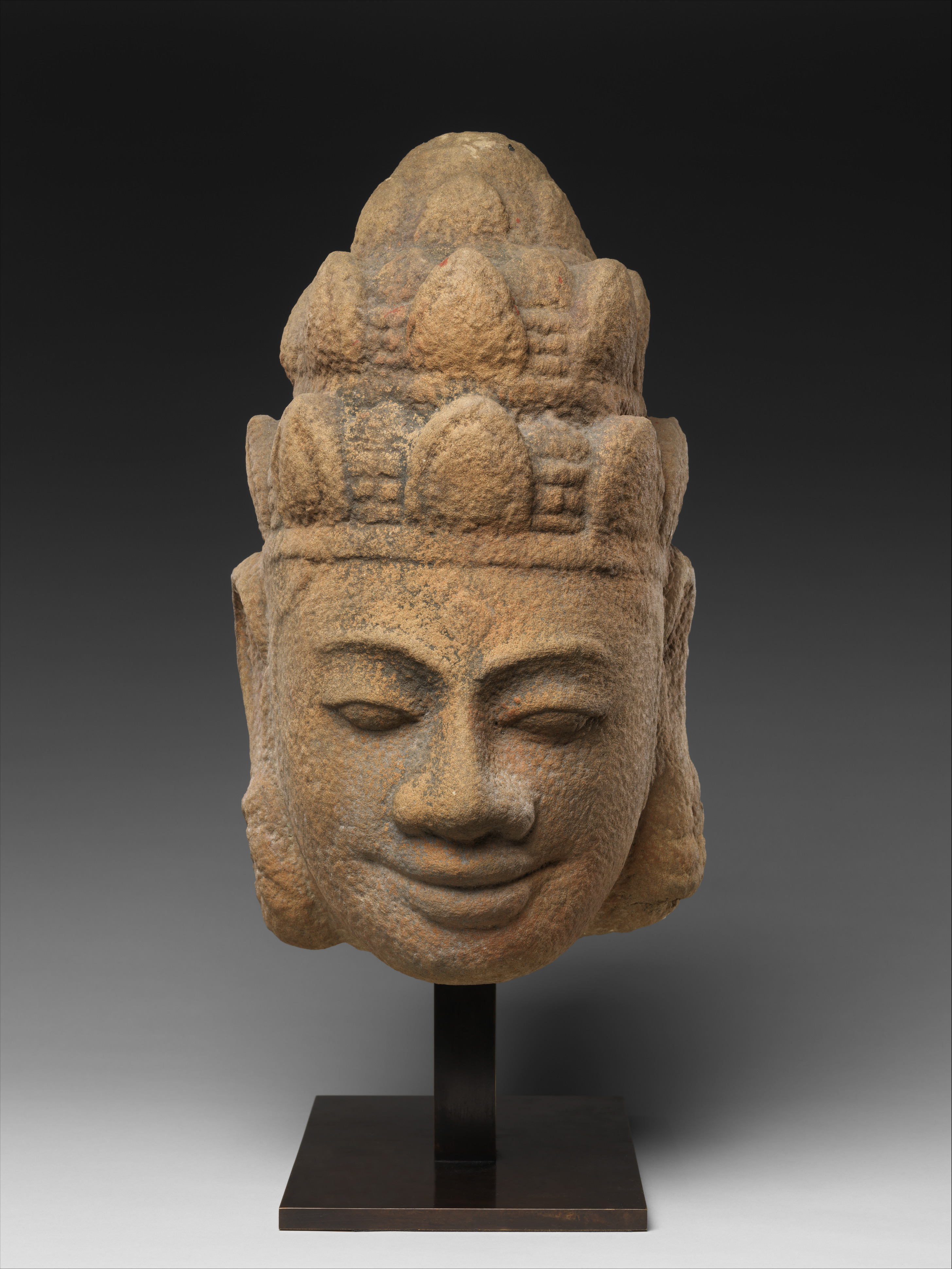
收藏于美国纽约大都会艺术博物馆的湿婆头砂岩雕塑

湿婆头是一个诞生于占婆时期的砂岩雕塑艺术作品。湿婆头创作于10世纪左右的越南中部地区一带，使用砂岩制作。其高约40厘米，宽约21.9厘米，长约44.5厘米。由于湿婆是婆羅門三大主神之一，与梵天、毗湿奴并称三主神，被视为世界最高位的神，是创世三神之一，同时也是湿婆派信徒所信仰的地位最高的神，所以如湿婆头这种类型的砂岩雕塑是占婆时期位于越南中部和南部地区的印度教寺庙的一个常有的装饰。

## 简介
湿婆是印度教三大主神之一，与梵天、毗湿奴并称三主神。湿婆同时也是毁灭之神，印度哲學中「毀滅」有「再生」的含義，故也担当创造（转化）的职能，是印度民众最为敬畏的神，由吠陀时代的天神楼陀罗演变而成。湿婆派信徒奉其为最高的神，有地、水、火、风、空、日、月、祭祀8种化身。在印度教中，湿婆被视为世界最高位的神，是宇宙世界的创造者。此神被吸收入佛教后，成为居住在阿迦腻吒天的圣者，在大乘佛教中，更被视为是位居法云地的圣者。湿婆头雕塑创作于10世纪左右占婆时期的越南中部地区一带，作品全部使用砂岩制作。其高约40厘米，宽约21.9厘米，长约44.5厘米。2014年，位于美国纽约的大都会艺术博物馆购买获得，成为其藏主。

## 图集

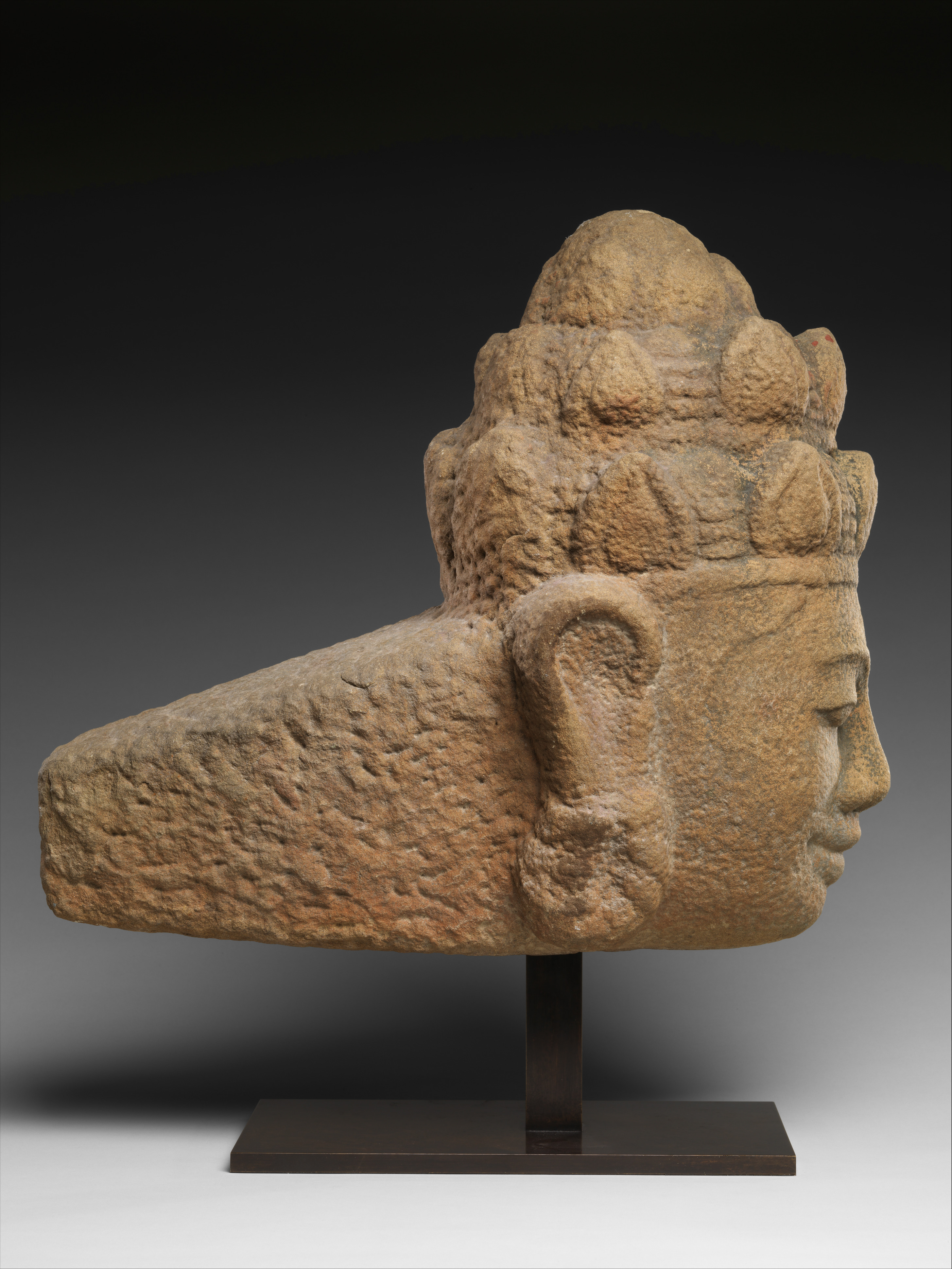
从左侧拍照的湿婆头雕塑
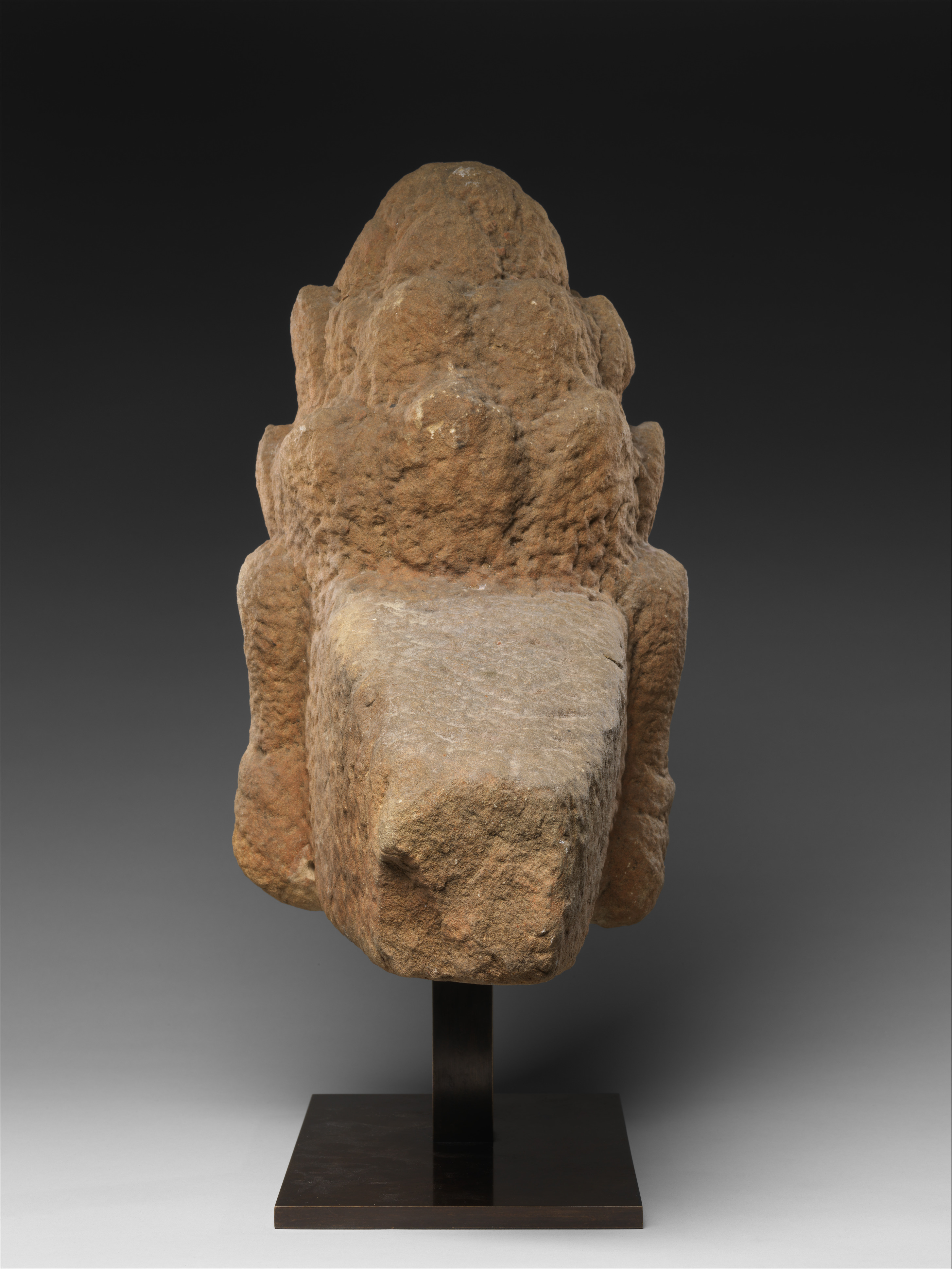
从后侧拍照的湿婆头雕塑
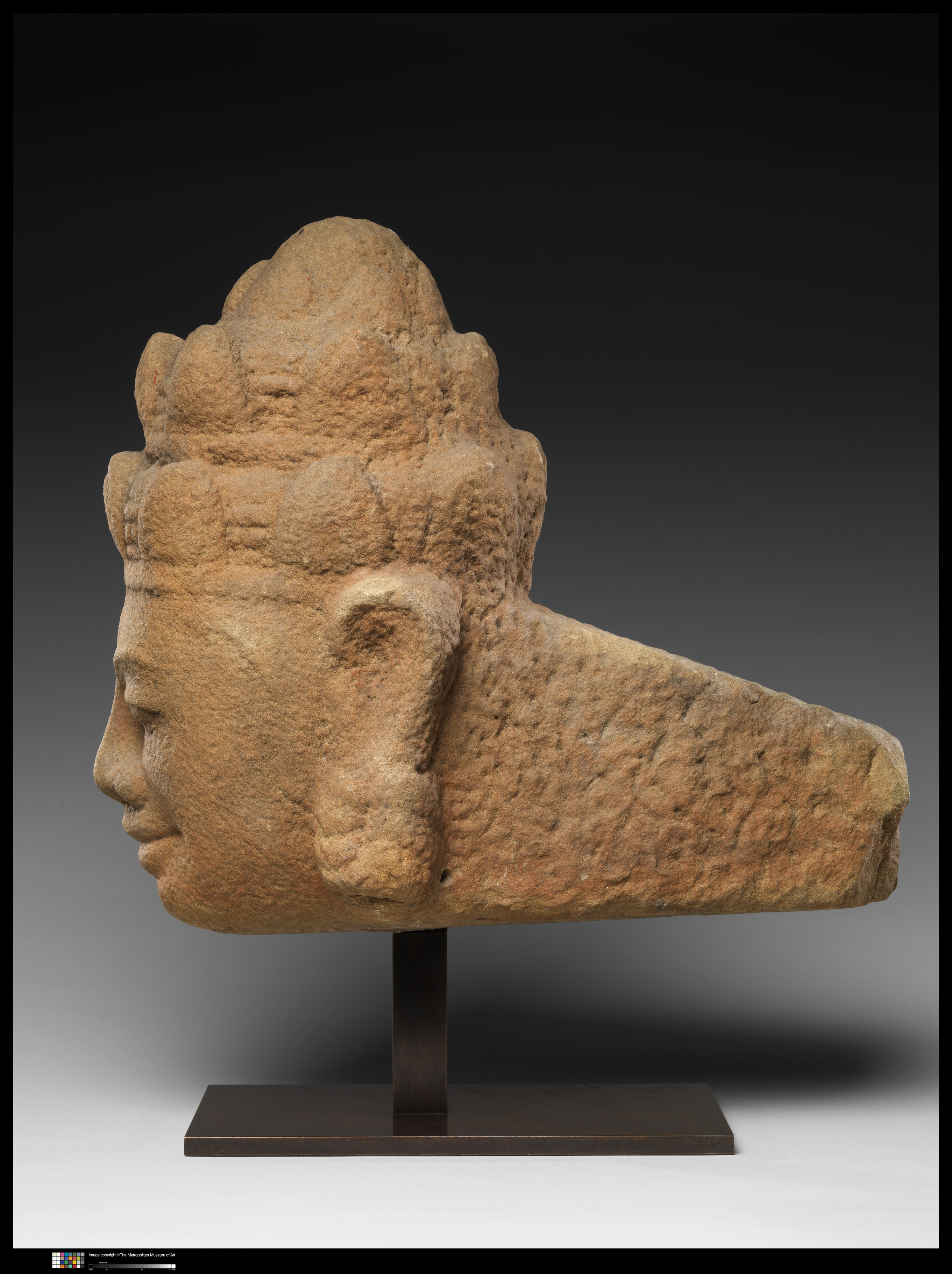
从右侧拍照的湿婆头雕塑
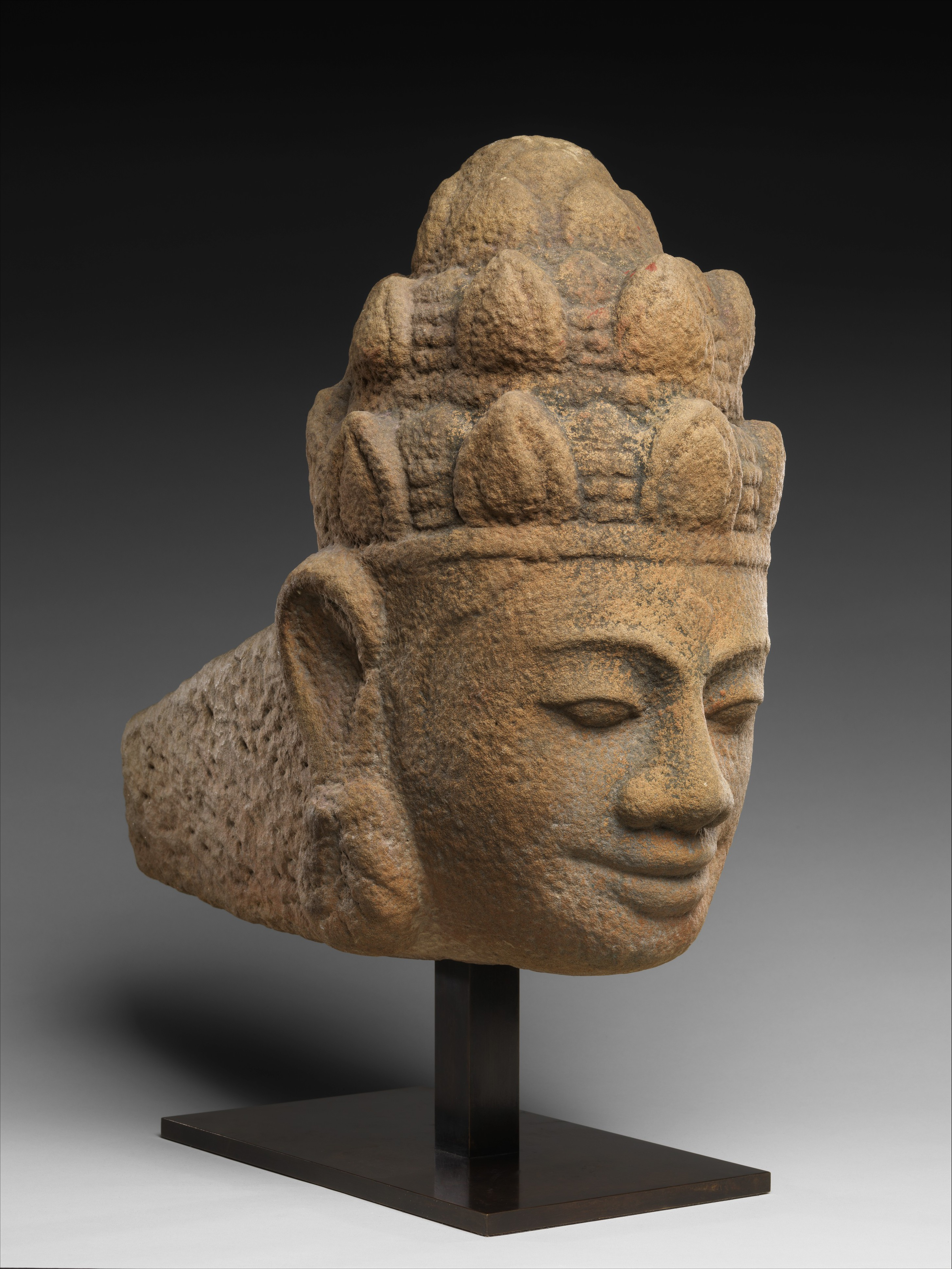
从斜前方拍照的湿婆头雕塑